# Weston Longville
Weston Longville är en by och en civil parish i Broadland, Norfolk, England. Orten hade 303 invånare. (2001)